# Venezia Foot Ball Club 1911-1912
Questa voce raccoglie le informazioni riguardanti il Venezia Foot Ball Club nelle competizioni ufficiali della stagione 1911-1912.

## Stagione
La squadra raggiunse la doppia finale del campionato di Prima Categoria, persa contro la Pro Vercelli.

## Rosa
| N. |                        | Ruolo | Calciatore        |
| -- | ---------------------- | ----- | ----------------- |
|    | Svizzera (bandiera)    | D     | Walter Aemisseger |
|    | Italia (bandiera)      |       | Bianchi           |
|    | Inghilterra (bandiera) | A     | Blake             |
|    | Italia (bandiera)      |       | Bozzao            |
|    | Italia (bandiera)      | A     | Erminio Brevedan  |
|    | Italia (bandiera)      | C     | Cozzi             |
|    | Italia (bandiera)      | C     | Dorigo            |
|    | Italia (bandiera)      |       | Fossetta          |
|    | Italia (bandiera)      | D     | Grassi            |
|    | Italia (bandiera)      | A     | Gregoletto        |
|    | Svizzera (bandiera)    | C     | Kirchgeorg        |
|    | Italia (bandiera)      | C     | Lanza             |
|    | Italia (bandiera)      |       | Marincich         |
|    | Italia (bandiera)      |       | Migliorini        |
|    | Italia (bandiera)      | A     | Palù              |

| N. |                   | Ruolo | Calciatore           |
| -- | ----------------- | ----- | -------------------- |
|    | Italia (bandiera) |       | Piazza               |
|    | Italia (bandiera) | A     | Pietro Piccoli       |
|    | Italia (bandiera) | C     | Riccobon             |
|    | Italia (bandiera) | A     | Radice               |
|    | Italia (bandiera) |       | Rubinato             |
|    | Italia (bandiera) | P     | Sabot                |
|    | Italia (bandiera) | P     | Sambo                |
|    | Italia (bandiera) | A     | Santi                |
|    | Italia (bandiera) |       | Sartori              |
|    | Italia (bandiera) |       | Stella               |
|    | Italia (bandiera) |       | Tomasutti            |
|    | Italia (bandiera) | A     | Umberto Vecchina (I) |
|    | Italia (bandiera) | D     | Vianello             |
|    | Italia (bandiera) | A     | Mario Vivante        |

## Risultati

### Prima Categoria - Sezione veneto-emiliana

#### Girone di andata
| Arbitro: | Cattaneo (Milano) |

|                               |           |              |
| Gradi 10’ (aut.) Brevedan 42’ | Marcatori | 25’ Bernabéu |

| Arbitro: | Radice (Milano) |

|                               |           |        |
| Zorzi Sacchi Costa Tonini Ad. | Marcatori | Radice |

| Arbitro: | Varetto (Torino) |

|                                   |           |                            |
| Piccoli 35’ Brevedan 55’ Palù 57’ | Marcatori | 30’ Barbasetti 85’ Bianchi |

#### Girone di ritorno
| Arbitro: | Meazza (Milano) |

|                                   |           |  |
| Bernabéu 75’ Donati 80’ Gradi 85’ | Marcatori |  |

| Arbitro: | Mauro (Milano) |

|             |           |  |
| Piccoli 70’ | Marcatori |  |

| Arbitro: | Cattaneo (Milano) |

|              |           |                       |
| Masprone 12’ | Marcatori | 20’ (aut.) Pellegrini |

### Finalissima
| Arbitro: | Meazza (Milano) |

|  |           |                                                            |
|  | Marcatori | 15’ Milano I 25’ Berardo 35’ Corna 65’, 69’, 84’ Rampini I |

| Arbitro: | Scamoni (Torino) |

|                                                      |           |  |
| Milano II Berardo Ferraro Rampini I ?’, ?’, ?’ Corna | Marcatori |  |

## Statistiche

### Statistiche di squadra
| Competizione                      | Punti | In casa | In casa | In casa | In casa | In casa | In casa | In trasferta | In trasferta | In trasferta | In trasferta | In trasferta | In trasferta | Totale | Totale | Totale | Totale | Totale | Totale | DR  |
| Competizione                      | Punti | G       | V       | N       | P       | Gf      | Gs      | G            | V            | N            | P            | Gf           | Gs           | G      | V      | N      | P      | Gf     | Gs     | DR  |
| --------------------------------- | ----- | ------- | ------- | ------- | ------- | ------- | ------- | ------------ | ------------ | ------------ | ------------ | ------------ | ------------ | ------ | ------ | ------ | ------ | ------ | ------ | --- |
| Prima Categoria - Seconda sezione | 7     | 3       | 3       | 0       | 0       | 6       | 3       | 3            | 0            | 1            | 2            | 2            | 9            | 6      | 3      | 1      | 2      | 8      | 12     | -4  |
| Prima Categoria - Finalissima     | 0     | 1       | 0       | 0       | 1       | 0       | 6       | 1            | 0            | 0            | 1            | 0            | 7            | 2      | 0      | 0      | 2      | 0      | 13     | -13 |
| Totale                            | -     | 4       | 3       | 0       | 1       | 6       | 9       | 4            | 0            | 1            | 3            | 2            | 16           | 8      | 3      | 1      | 4      | 8      | 25     | -17 |

### Statistiche dei giocatori
| Giocatore     | Prima Categoria | Prima Categoria |
| Giocatore     | Presenze        | Reti            |
| ------------- | --------------- | --------------- |
| W. Aemisseger | 8               | 0               |
| E. Brevedan   | 6               | 2               |
| Coppa         | 1               | 0               |
| Cozzi         | 1               | 0               |
| Dorigo        | 8               | 0               |
| Grassi        | 1               | 0               |
| Gregoletta    | 2               | 0               |
| Kierchgoerg   | 2               | 0               |
| Lanza         | 1               | 0               |
| Palù          | 6               | 1               |
| Piccoli       | 8               | 2               |
| Radice        | 6               | 1               |
| Riccobon      | 2               | 0               |
| Sabot         | 8               | 0               |
| Santi         | 8               | 0               |
| U. Vecchina   | 8               | 0               |
| Vianello      | 8               | 0               |
| Vivante       | 4               | 0               |